# 延安郡
延安郡，中国古代的郡。
隋大业三年（607年）改延州置，治所在肤施县（今陕西省延安市东北）。辖境约今陕西省延安、安塞、志丹、宜川、延长、延川、子长等市县地。唐朝武德元年（618年）复改延州。天宝、至德时又改延州为延安郡。